# Vaccinium breedlovei
Vaccinium breedlovei är en ljungväxtart som beskrevs av Louis Otho Otto Williams. Vaccinium breedlovei ingår i Blåbärssläktet, och familjen ljungväxter. Inga underarter finns listade i Catalogue of Life.